# Компульсія
Компульсія (від лат. compello — «примушую», англ. compulsive — «нав'язливий», «примусовий») — синдром, що проявляється через нав'язливу поведінку, яка виникає періодично через довільні проміжки часу. Дії, які, як людина відчуває, вона змушена виконувати. Невиконання цих дій підвищує тривожність у людини доти, поки вона не відмовляється від опору компульсивній спонуці. Компульсивні симптоми характерні для обсесивно-компульсивного розладу і ананкастного розладу особистості. Компульсії можуть бути (але не обов'язково) пов'язані з обсесіями — нав'язливими думками.

## Прояви
Компульсивні «ритуали» досить різноманітні, але найчастіше мають схожі риси. Так, дуже часто зустрічаються ритуали, пов'язані з очищенням (нав'язливе миття рук, тіла, посуду, прибирання в будинку), їжею (переїдання при булімії), безпекою (перевірка електричних приладів, газу, замків на двері), порядком (перестрибування тріщин, дотримання розпорядку дня, упорядкування предметів), з рахівництвом (постійний підрахунок всього, що оточує людину). Компульсії можуть виглядати більш-менш раціонально, але головне в них не це. Головне в них те, що від них дуже важко або навіть неможливо відмовитися.
| Спочатку досить було їх просто помити, щоб на кілька днів відчути себе набагато краще. Але, у міру того, як минав час, почуття забрудненості поверталося до дівчинки все частіше, а позбавлення від бруду вимагало все більш довгого миття рук. Зрештою, вона мила їх по кілька разів на день; відтирала їх щіткою з рисової соломи, поки ті не починали кровоточити. Тільки лише коли біль ставав зовсім вже нестерпним, Цинь-цзяо нарешті відчувала себе чистою, але і те - всього лише на пару годин. — Орсон Скотт Кард. «Ксеноцид» (1991) |

## Інтерпретація
З точки зору психоаналізу, компульсії є проявами «повернення витісненого», тобто відповідають думкам і бажанням, які пацієнт відкидає як несумісні зі своїм уявленням про себе, або засобом для того, щоб заборонені думки залишалися забутими. Компульсивні явища можуть розумітися або як невдале витіснення, або як показник відчуження, тому що та сторона, яка пов'язана з потягом, означає силу, що шукає вираження, а інша — примусові дії — свідчить, що суб'єкт не може визнати окремі частини самого себе.